# 加默尔斯多夫
加默尔斯多夫是德国巴伐利亚州的一个市镇。总面积21.63平方公里，总人口1580人，其中男性897人，女性683人（2011年12月31日），人口密度73人/平方公里。